# Nakajima Sakae
 (janvier 2012).
Si vous disposez d'ouvrages ou d'articles de référence ou si vous connaissez des sites web de qualité traitant du thème abordé ici, merci de compléter l'article en donnant les références utiles à sa vérifiabilité et en les liant à la section « Notes et références ».

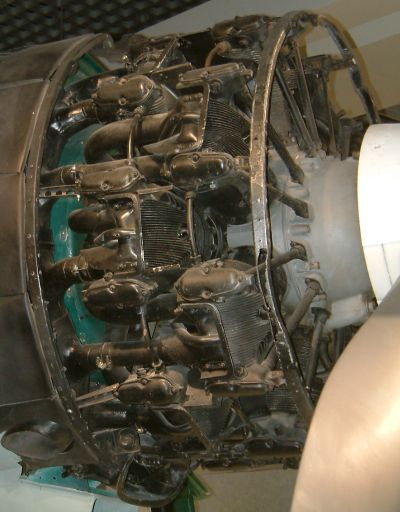
Vue du moteur

Le Nakajima Sakae (栄 : Prosperité) est un moteur d'avion utilisé par le Japon au cours de la Seconde Guerre mondiale. Ce moteur est célèbre pour avoir équipé deux avions de cette période le Mitsubishi A6M Zero et le Nakajima Ki-43 Hayabusa.

## Conception
Ce moteur a été conçu par la compagnie aéronautique Nakajima en utilisant la licence acquise auprès de la firme française Gnome et Rhône pour le moteur 14K "Mistral Major".
Cette mécanique est donc un 14 cylindres en étoile, avec deux rangées de 7 cylindres refroidis par air et alimentés par carburateur. Un système de compresseur mécanique permettait d'augmenter la pression d'admission. La puissance de ce moteur, selon les versions, allait de 900 à 1 200 chevaux.
La désignation par la marine japonaise était NK1, celle de l'Armée Ha-25 ou Ha-115 et la désignation interarmées à la fin de la guerre était [Ha-35].
Il est estimé que plus de 30 000 de ces moteurs ont été fabriquées dont environ 20 000 par Nakajima, le reste par d'autres compagnies.

## Données techniques
- 14 cylindres refroidi par air, double étoile de 7 cylindres
- 2 soupapes en tête par cylindre actionnées par des poussoirs
- Alimentation par carburateur et compresseur mécanique à 1 ou 2 vitesses, régulation automatique
- Indice d'octane : 87
- Alésage : 130 mm
- Course : 150 mm
- Cylindrée : 27,8 l
- Diamètre 1,144 m
- Poids : 533 kg

## Principaux modèles
- Sakae 12 : compresseur à une vitesse, 940 ch
- Sakae 21 : compresseur à deux vitesses, 1 130 ch
- Sakae 22 : version symétrique du -21 pour les bimoteurs
- Sakae 31 : -21 avec injection d'eau et de méthanol. 1 210 ch en pointe
- Ha-25 : version proche du Sakae 12, 975 ch
- Ha-115 : version proche du Sakae 21, 1 150 ch

## Applications
- Nakajima Ki-43 Hayabusa
- Mitsubishi A6M Zero
- Nakajima J1N1S
- Nakajima B5N2

## Dans les musées
Plusieurs moteurs sont exposés dans des musées. Un seul exemplaire a été restauré en état de vol pour le Zéro 52 du Planes of Fame Museum de Chino en Californie. Les autres Zero volent avec des moteurs Pratt et Whitney de taille et de conception similaires.